# Shih Tzu
Shih Tzu (UK: /ˌʃiːˈtsuː/, US: /ˈʃiːˌtsuː/;[1] Chineză: 西施犬; pinyin: Xī Shī quǎn sau literalmente "câinele Xi Shi", scris și Shittsu) este o rasă de câini de talie mică originară din Tibet. Această rasă este bine-cunoscută pentru botul scurt și ochii mari rotunzi, precum și pentru blana lor în continuă creștere și urechile lăsate. Deși sunt de dimensiuni mici, sunt renumiți pentru personalitatea lor distractivă și jucăușă, și pentru temperamentul calm și prietenos. Deși, datorită naturii lor independente, nu sunt considerați cea mai ascultătoare rasă.

## Nume alternative
Câinele Foo, Câinele cu față de crizantemă, Câinele Leu

## Istoric
Descinde din rasa Lhasa Apso. Istoria rasei este neclară. Preoții budiști din Tibet arătau acestui câine o considerație religioasă deosebită datorită asemănării cu un leu – animal sfânt la ei (Numele Shih-Tzu în limba chineză înseamnă “leu” ). S-ar putea să fi existat în China încă din vremea Dinastiei Tang în secolul al III-lea sau să fi ajuns în secolul al X-lea. Această rasă este bine reprezentată în arta chineză, în sculpturi și broderii. Câinii de tip Lhasa Apso erau făcuți cadou împăraților chinezi de către Dalai Lama din Tibet. Era crescut doar de familiile regale. Tocmai datorită acestei asocieri, mulți câini au fost omorâți în timpul Revoluției Chineze. A devenit cunoscut sub numele chinezesc din 1935 când s-a fondat „Clubul Canin Shih Tzu”. În Europa a pătruns în perioada anilor 30. Rasa este recunoscută de următoarele oficii și organizații internaționale: Canadian Kennel Club, FCI, American Kennel Club, United Kennel Club, Kennel Club of Great Britain, Continental Kennel Club, Australian National Kennel Council, National Kennel Club, New Zealand Kennel Club, CCR, America's Pet Registry, American Canine Registry.

## Descriere fizică
Shih Tzu este acoperit de o blană lungă incluzând un smoc deasupra nasului, ce reprezintă aspectul unei crizanteme. La un Shih Tzu tipic, capul rotund are o barbă lungă și mustața la fel, un bot scurt cu un nas negru. Majoritatea câinilor Shih Tzu au ochii rotunzi, negri, cu urechi atârnând, cuprinse de păr. La Shih Tzu picioarele sunt musculoase, drepte și cu o structură osoasă bine definită. Blana dublă este lungă și densă, acoperind tot corpul. Shih Tzu poate avea aproape orice culoare. Părul de deasupra ochilor este deseori ținut moț deasupra capului.

## Comportament și personalitate
Shih Tzu este, în primul rând, un câine de companie. Cel mai mult îi place să stea în casă cu familia. Acest câine se înțelege bine cu copiii mai mari și alte animale de companie. Este exteriorizat, foarte sigur pe el, pasionat și în altertă. Shih Tzu este un excelent câine de pază. Nu se simte bine dacă este separat de stăpânul său și poate deveni distructiv dacă este lăsat singur o perioadă mai lungă de timp. Shih Tzu este docil și tăcut, de asemenea îi place să se joace. Este curajos și uneori încăpățânat. Se așteaptă să fie tratat ca un rege și răsfățat. Dacă îl pui pe burtă sau pe orice parte a corpului nu se întâmplă nimic în ciuda zvonurilor pe tema asta. 

## Dresaj

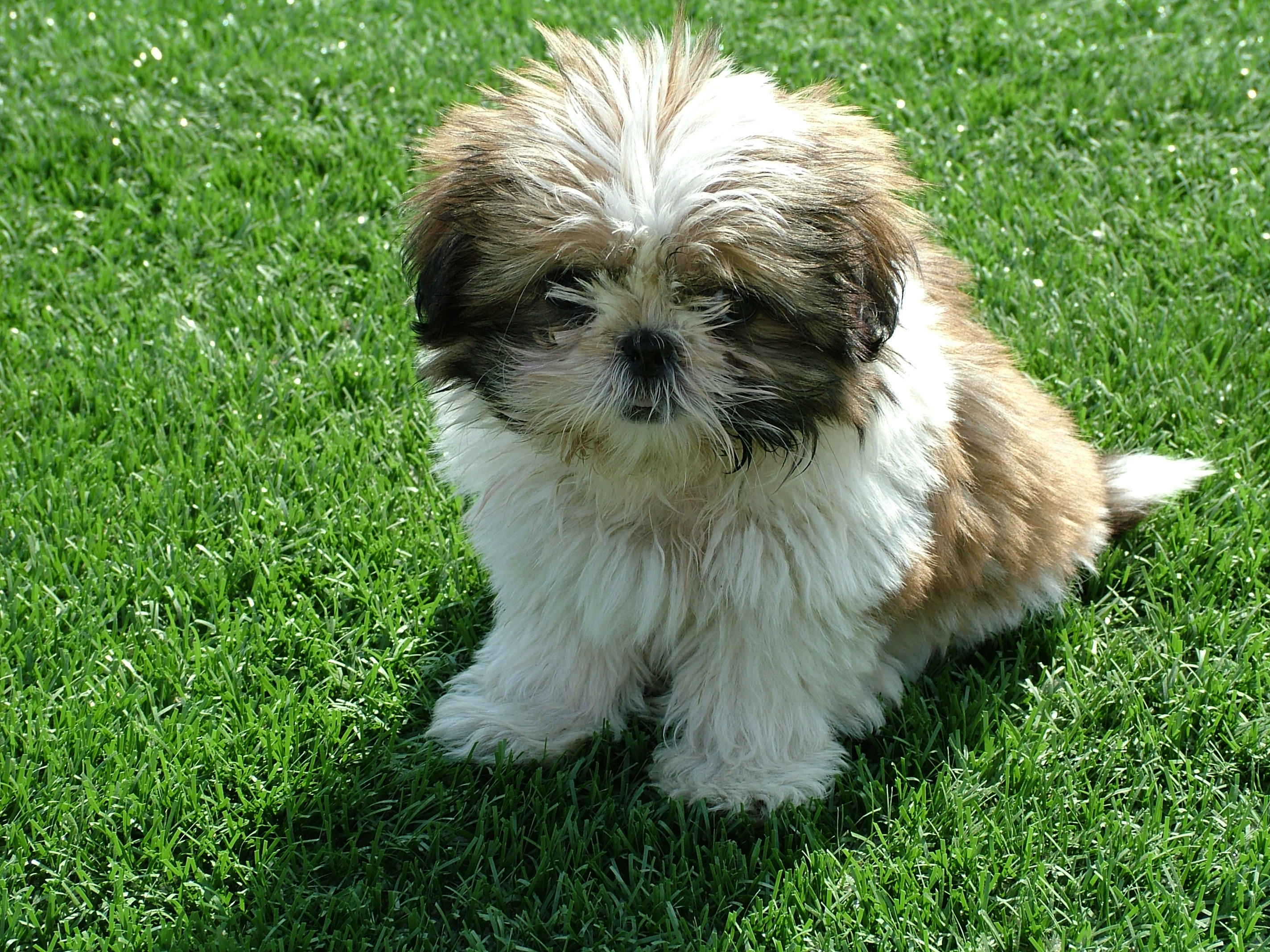
Shih Tzu

Shih Tzu este inteligent și poate învăța comenzile de bază pentru a deveni manierat și ascultător. Shih Tzu cere atenție și afecțiune și în timp ce îl dresezi folosește metode pozitive. Încurajarea permanentă sub forma laudei, ar trebui folosită pentru a se adapta la procesul de dresaj. Socializarea frecventă îi va diminua cățelului Shih Tzu tendințele agresive și ajută la diferențierea comportamentului prietenos de cel ostil. Este un animal sensibil, de aceea tratamentul dur nu va obține nimic pozitiv. 

## Boli și afecțiuni curente
Ca și în cazul altor rase de câini, Shih Tzu nu este lipsit de sensibilități de ordin medical. Dintre acestea, cu o frecvență crescută au fost semnalate următoarele:
- Urolitiaza este o tulburare care afectează tractusul urinar având ca rezultat formarea pietricelelor la nivelul vezicii urinare.
- Cataracta determină o pierdere a transparenței normale a cristalinului. Afecțiunea se poate produce la unul sau la ambii ochi și poate conduce la orbirea animalului.
- Atopia este o afecțiune asociată alergiilor.
- Ulcerele corneene sunt frecvent întâlnite la Shih Tzu datorită protruziei globilor oculari (ochi ieșiți din orbite).
- Discopatia intervertebrală este o boală care afectează discurile intervertebrale determinând apariția durerii, dificultăți în mers și, în cele din urmă, paralizie.
- Agenezia renală, boală renală asociată cu lipsa dezvoltării unuia sau ambilor rinichi se pare că este genetică la Shih Tzu.

De asemenea, câinii din rasa Shih Tzu sunt predispuși otitelor, afecțiunilor respiratorii, afecțiunilor dentare, având tendința de a-și pierde dinții mai repede în comparație cu alte rase și obezității, motiv pentru care nu trebuie hrăniți în exces. Vizita la clinica veterinară cu periodicitate este foarte indicată.

Durata medie de viață a unui câine din rasa Shih Tzu este de 14-16 ani.

## Îngrijire și hrană

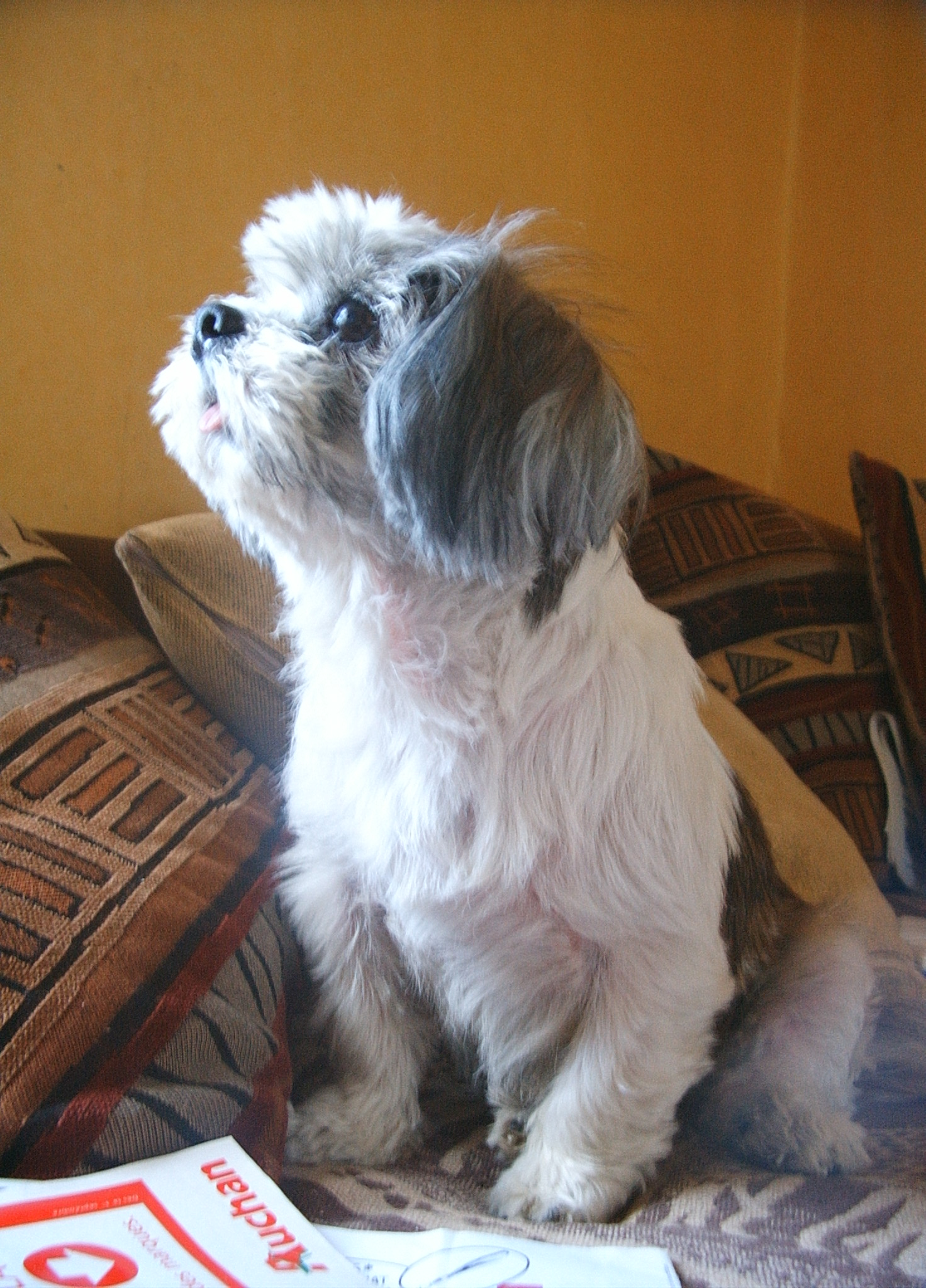
Shih Tzu

Rasa Shih Tzu cere o îngrijire atentă. Are nevoie de periere zilnică pentru a preveni încurcarea blănii. Spălărea se face lunar. Nu este potrivit pentru climatul umed și este important să aibă ochii și urechile curate pentru că sunt sensibile.
Când Shih Tzu este încă pui, necesită hrănire de 3 ori pe zi și îi poți da și câteva gustări între mese atâta timp cât sunt sănătoase. Un Shih Tzu matur ar trebui să mănânce o dată pe zi. După vârsta de 3 luni, este recomandat să nu-i lași mâncarea la dispoziție. Dacă te întrebi dacă este sănătos să hrănești un Shih Tzu cu mâncare pentru oameni, răspunsul este da și nu. Mâncarea procesată este fără îndoială nesănătoasă, încluzând mâncarea achiziționată de la restaurant, fast-food sau cea preparată în cuptorul cu microunde. Cel mai bine este să-i dai alimente naturale, sau hrană achiziționată din comerț de cea mai bună calitate. Când alegi un produs pentru Shih Tzu gândește-te că dacă tu nu ai mânca acea hrană, atunci nici Shih Tzu nu ar mânca-o.

## Aspecte particulare
Prevăzut cu o blanǎ lungă, Shih Tzu necesită o îngrijire specială pentru a preveni încurcarea acesteia. Perierea zilnică cu o perie cu dinți din inox, este absolut necesară. Unii proprietari preferă să-i tundă scurt pentru a le ușura întreținerea. Curățarea pavilionului urechii și a conductului auditiv, precum și curățarea zonei din jurul ochilor trebuie să devină o îndeletnicire aproape zilnică. Shih Tzu este o rasă care năpârlește puțin sau aproape deloc.
Shih Tzu are tendința de a fornăi și de a sforăi și nu tolerează bine căldurile excesive.
Shih Tzu adult are o înălțime la nivelul greabănului de până la 28 cm și o greutate corporală de 4–7 kg.

## Relațiile cu familia și casa
Shih Tzu este un câine prietenos care se adaptează oricărei situații, dar este, în mod categoric un câine de interior. Sunt companioni excelenți pentru copii, tolerându-le toate năzdrăvăniile, dar se înțeleg cel mai bine cu copiii de vârste mai mari. Acest câine afectuos simte nevoia să fie în jurul oamenilor și este, în general, tolerant cu alte animăluțe de casă. Rasa este, în plus, suficient de loială și afectuoasă încât să fie o alegere bună pentru persoanele în etate (în vârstă).

## Nivelul de energie
Câinii Shih Tzu au un nivel mediu de energie. Nu au nevoie de exerciții intense, însă se vor bucura mereu de o plimbare și de o joacă mai alertă cu stăpânul. Din cauza staturii sale, este recomandat a nu fi suprasolicitați.

## Adaptabilitate
Din cauza staturii lor mici, nu se pot adapta ușor oricăror condiții. Nu suportă căldurile mari, și nu pot trăi decât în interior. Cu toate acestea la fel ca într-un apartament pot sta și într-o casă, cu condiția că se pot refugia în casă, peste noapte și oricând doresc. De asemenea, pot fi încăpățânați, iar dresajul lor poate fi dificil, însă se pot adapta exercițiilor zilnice de dresaj dacă sunt scurte și distractive. Sunt prietenoși și iubitori, și se pot adapta în orice familie.

## Reproducere
Shih Tzu poate avea în medie de la 3 până la 4 căței. Cei mai în vârstă pot avea tendința de a avea mai mulți căței. 20% dintre Shih Tzu nasc prin cezariană. Femelele tinere pot intra în prima lor căldură în jurul vârstei de șase luni, repetând procesul de două ori pe an, cu excepția cazului în care sunt sterilizate. În mod tradițional, procesul de reproducere a unui Shih Tzu este complicat și necesită timp. Procesul necesită o atenție constantă din partea proprietarului pe toată durata sarcinii, nașterii și îngrijirii. Stomacul unei femele Shih Tzu însărcinate poate fi folosit pentru a simți mișcarea puilor încă de la 20 de zile de sarcină.

## Blana
Shih Tzu este o rasă mică de câini cu o gamă largă de culori ale blănii, de la negru la auriu. Culorile standard recunoscute la Shih Tzu includ negru, albastru, roșu, tigrat, liver, argintiu și auriu. Alte variații de culoare cum ar fi Albino și White, deși este posibil să nu fie recunoscute de American Kennel Club. Pe lângă culorile solide, anumiți crescători reproduc variații tonale în fiecare dintre aceste tipuri de culori, cum ar fi nuanțe mai deschise sau mai închise.